# Pancreas endocrin
Pancreasul endocrin este partea pancreasului care asigură funcția endocrină a acestuia. Este reprezentat de Insulele lui Langerhans, care sunt alcătuite din două tipuri de celule importante:
- Celule beta, care secretă insulină (70%)
- Celule alfa, care secretă glucagon (20%)

Insulina are ca acțiuni:
- Creșterea gradului de utilizare a glucozei de către celule;
- Depunerea glucozei sub formă de glicogen in mușchi;
- Transformarea glucidelor în lipide în ficat și țesutul adipos;
- Stimularea sintezei proteice.

Hipersecreția de insulină determină hipoglicemie, tremurături, transpirații, chiar comă.
Hiposecreția de insulină duce la diabet zaharat, care acesta se manifestă prin: hiperglicemie, poliurie, polifagie, polidipsie, chiar comă.
Glucagonul  are acțiune antagonică insulinei:
- Stimulează gluconeogeneza din aminoacizi;
- Exercită efect lipolitic;
- Provoacă hiperglicemie prin glicogenoliză hepatică.